# متسانيات
المتسانيات أو دائمات الخضرة (الاسم العلمي: Isoetaceae) هي فصيلة من النباتات تتبع رتبة الإسويطيات من طائفة الحزازيات المتسانية.

## التصنيف
- المتسانية